# موهر (پارچه)

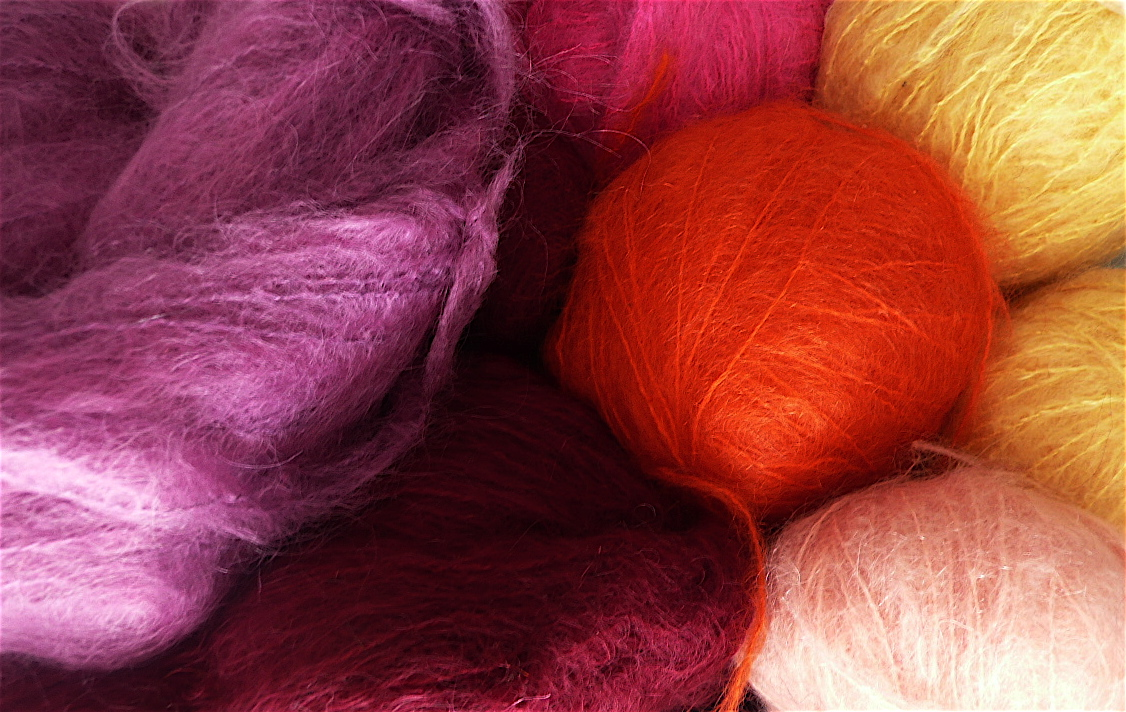
پشم موهر

موهر (به انگلیسی: Mohair) یا پشم آنغوره (آنقوره) نخ یا پارچه‌ای است که از موی بز آنکارا ساخته می‌شود. پارچه موهر یک پارچه نرم و ابریشمی است که به‌عنوان یکی از بهترین و کارآمدترین الیاف برای کاربرد در فصل زمستان شناخته می‌شود. موهر یکی از گرانترین الیاف طبیعی در جهان به‌شمار می‌رود. از پارچه موهر برای تولید ژاکت‌های گران‌قیمت، لباس‌های زمستانی، لوازم جانبی، فرش و روکش استفاده می‌شود. موهر به دلیل خاصیت درخشندگی بالا، الیاف الماس هم نامیده می‌شود.
موهر را نباید با الیافی به نام آنگورا که از خز خرگوش آنگورا به دست می‌آید اشتباه گرفت. پشم بلند و مجعد سفید بز آنگورا به دلیل ویژگی‌های ابریشمی و نرم آن، در صنعت نساجی مورد توجه قرار گرفته است. الیاف موهر بلند، براق، انعطاف‌پذیر، مقاوم و بادوام است و رطوبت را مانند پشم جذب و حفظ می‌کند و تمایل خوبی به جذب ماده رنگی رزانه دارد.
موهر به دلیل دارا بودن خواص عایق بالا، پارچه گرم و مناسبی برای استفاده در فصل زمستان است، در عین حال ویژگی رطوبت‌گیر آن، موهر را به‌عنوان پارچه‌ای خنک و کاربردی در فصل تابستان شناسانده است. الیاف موهر به‌طور طبیعی الاستیک و مقاوم در برابر شعله و چین و چروک است. موهر یک الیاف لوکس مانند کرک کشمیری و ابریشم در نظر گرفته می‌شود و از پشم گوسفند گران‌تر است. به دلیل ویژگی‌های منحصر به فرد موهر، این نوع از پشم در موارد بسیاری با دیگر الیاف ترکیب می‌شود. ترکیب مقادیر بسیار کمی از موهر با الیاف دیگر، پارچه تولید شده را باکیفیت‌تر ودرخشنده‌تر می‌سازد.

## تاریخچه

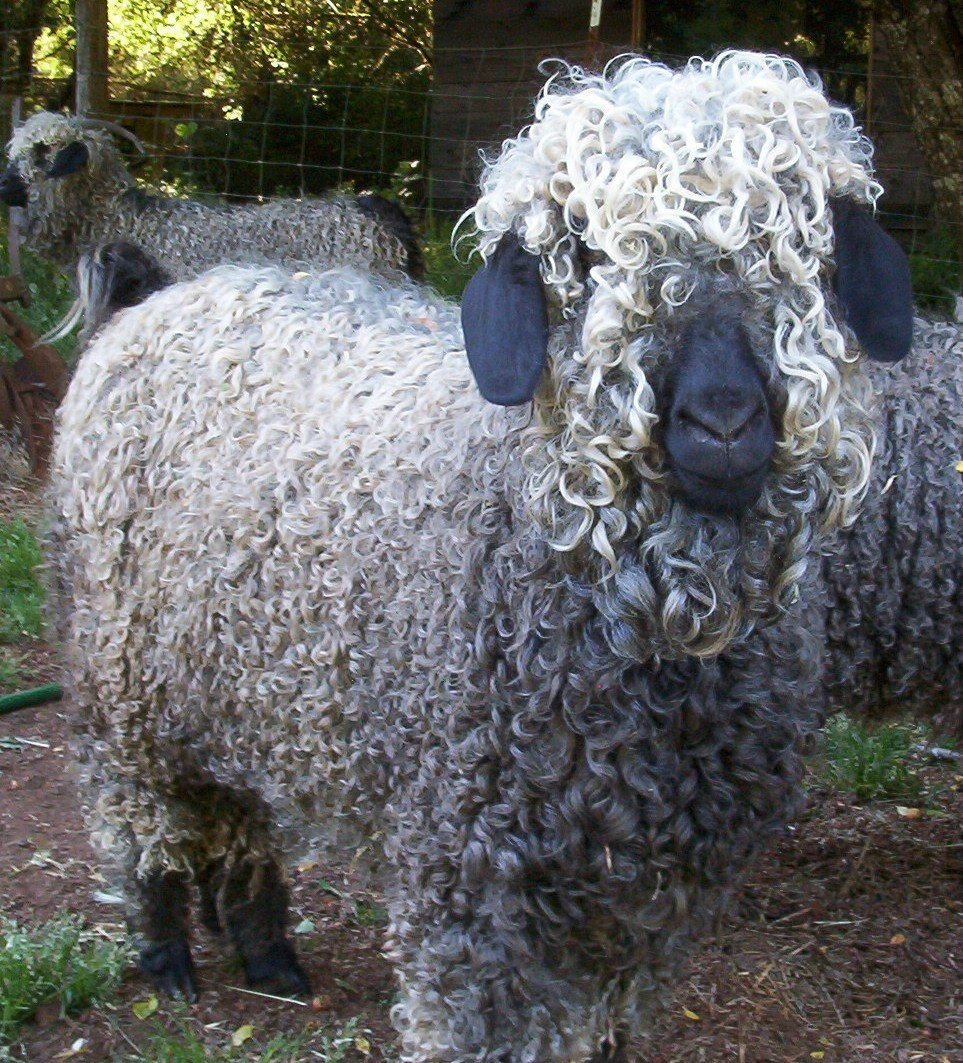
بز آنگورا

موهر یکی از قدیمی‌ترین الیاف طبیعی نساجی است که مورد استفاده انسان قرار می‌گیرد. پارچه ساخته شده از موهر در اوایل قرن هجدهم در انگلستان شناخته شد. واژه موهر در زبان انگلیسی (mohair) تقریباً پیش از ۱۵۷۰ میلادی از واژه عربی «مُخَیَّر» (برگزیده) اقتباس شده است. تصور می‌شود که بز آنگورا از کوه‌های تبت تکامل یافته و در قرن شانزدهم به ترکیه رسیده است. نام آنگورا (آنقوره یا آنقره) برگرفته از نام شهر آنکارا است. این نوع از بز برای قرن‌ها فقط در ترکیه پرورش داده شده است، اما پیشینه پشم موهر در انگلستان به قرن هجدهم میلادی بازمی‌گردد. این موضوع نشانگر این است که این الیاف در طول هزاران سال به صورت گسترده در سراسر اروپا، آسیا و خاورمیانه داد و ستد می‌شده است.
تقریباً نیمی از منسوجات موهر جهان در آفریقای جنوبی تولید می‌شود. آمریکا، چین، ترکیه، آرژانتین، استرالیا و نیوزیلند از دیگر کشورهای تولیدکننده موهر به‌شمار می‌روند. انگلستان، هلند و بلژیک جزو اصلی‌ترین مصرف‌کنندگان این پارچه محسوب می‌شوند.

## کاربردها
پارچه موهر در انواع مختلف پوشاک و همچنین در طیف متنوعی از لوازم منزل و منسوجات عمومی کاربرد دارد. از الیاف نازک پشم بزهای جوان بیشتر برای پوشاکی مانند بلوزهای بافتنی، کلاه، جوراب و شال‌های زمستانی زنانه و از الیاف ضخیم‌تر در فرش، پارچه رومبلی، کت و شلوار، پالتو و ژاکت به کار برده می‌شود. همچنین موهر در وسایل و اکسسوری‌های تزیینی و دکوراسیون داخلی
خانه هم به کار می‌رود.

## مشخصات الیاف
هر تار موهر بین ۱۳ تا ۲۲ سانتی‌متر و قطر آن بین ۵۰ تا ۶۰ میکرون است. با کم‌تر شدن قطر موهر، الیاف آن نرم، لطیف و گران‌تر می‌شود.